# Makenzijeva (Bělehrad)
Makenzijeva (srbsky Макензијева) je ulice v jihovýchodní části hlavního města Srbska, Bělehradu. Spojuje náměstí Slavija s parkem Čubura v místní části Vračar. Vede směrem severozápad-jihovýchod. Dlouhá je cca 800 metrů. Pojmenována je po skotském misionáři Francisu Makenziem, který v Bělehradě žil v závěru 19. století.

## Historie
Ulice vznikla v místě, kde se kdysi nacházela lokalita Simićev majur a kde byl v závěru 19. století vlastníkem pozemků uvedený skotský misionář. Ten je zde prodal místním, rozdělil na parcely a umožnil jejich zastavění. I proto se také okolí této ulice říká neformálně dodnes Englezovac.
Dříve se ulice jmenovala podle sovětského maršála Fjodora Tolbuchina. Dnes tento název získal jen komunikaci jihovýchodně od Makenzijovy. Současný název se nicméně používal i v meziválečném období.

## Doprava
Ulice je rušnou městskou třídou s dvěma (a někde i více) jizdními pruhy. Veden je zde značný počet autobusových a trolejbusových linek.

## Významné objekty
- Hotel Slavija
- Banka Poštovní spořitelny
- Vračarský platan